# رقم 17 أ
رقم 17 أ (بالإنجليزية: Number 17A)‏ هي لوحة فنية بواسطة الرسام الأمريكي جاكسون بولوك الرسام المعروف بمساهماته في الحركة التعبيرية التجريدية.

## بيع عام 2015
في عام 2015  تم شراؤها من قبل موسسة ديفيد جيفن لكينيث غريفين بمبلغ قدره 200 مليون دولار.